# ラ・マンガ
ラ・マンガ（スペイン語: La Manga, スペイン語発音: [la ˈmaŋɡa]）は、スペイン・ムルシア州のマール・メノールと地中海を隔てる砂州。「マール・メノールのラ・マンガ」(La Manga del Mar Menor)とも呼ばれる。砂州の幅は平均100mであり、パロス岬からモホン岬まで南北に22kmに渡って伸びている。

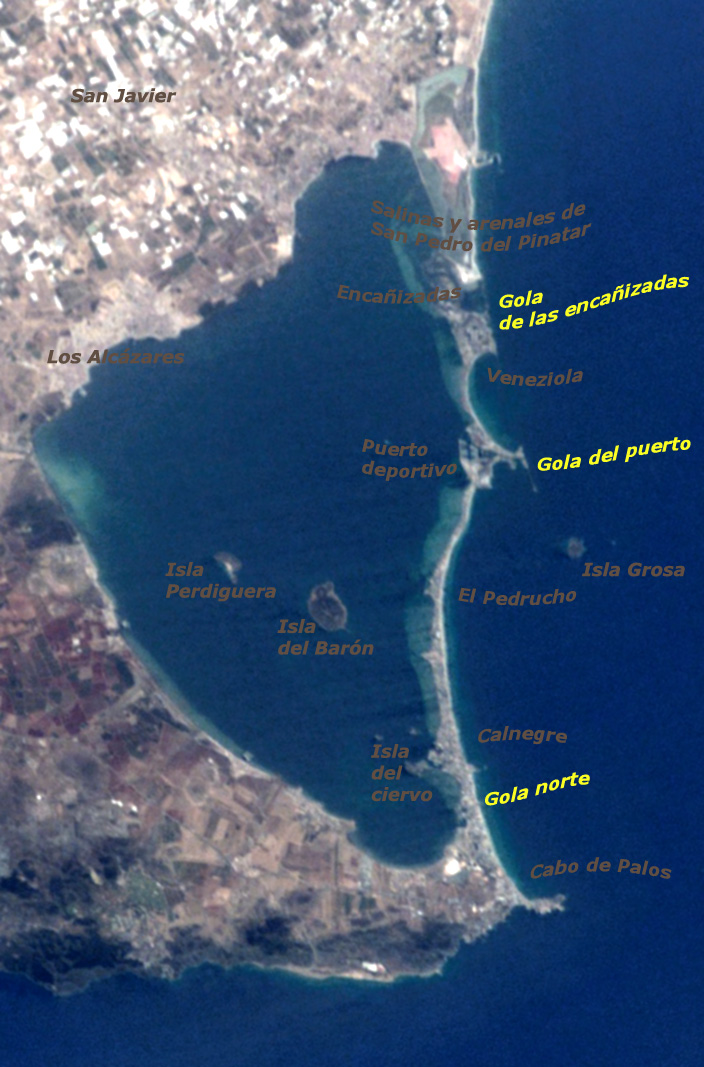
衛星写真

## 名称
ローマ人にはPalusと、ムーア人にはAl Buhayrat Al Qsarandと呼ばれていた。17世紀には呼び名がマール・チコ（小さな海）に変化し、やがてマール・メノール（小さな海）となった。

## 地理
もともとマール・メノールは「湖」ではなく地中海に開けた「湾」だった。どちらかの端部から火山性の砂州が徐々に砂や堆積物を集め、湾と地中海の間に現在のような砂丘・岩の植生・長いビーチが形成された。ラ・マンガの砂州は自然に形成された何本かの水路で寸断されており、「ゴラス」と呼ばれるこれらの水路がマール・メノールと地中海の間の水の通行を許している。ラ・マンガやマール・メノールの最寄りの空港はムルシア＝サン・ハビエル空港である。

## 歴史
1865年1月31日にはパロス岬灯台が稼働を開始した。パロス岬はパロス岬・オルミガス諸島海洋保護区に含まれている。スペイン内戦中の1938年には南端のパロス岬付近でパロス岬沖海戦が行われた。1960年代までラ・マンガの開発は手つかずだったが、1960年代には観光リゾート地として目を付けられ、地域の都市化や観光インフラの建設が行われた。

## スポーツ
マール・メノールと湖内に浮かぶ5つの島では国際的な水上スポーツの大会が開催される。
近隣にはセーリング学校と水上スキー学校が開校しており、ウィンドサーフィン、双胴ヨット、カヌーなども行われる。ロス・ベロネスにはエスタディオ・デ・ラ・マンガがあり、1999年から毎年冬季に北欧諸国のサッカークラブが集まって開催されるラ・マンガ・カップを主催している。

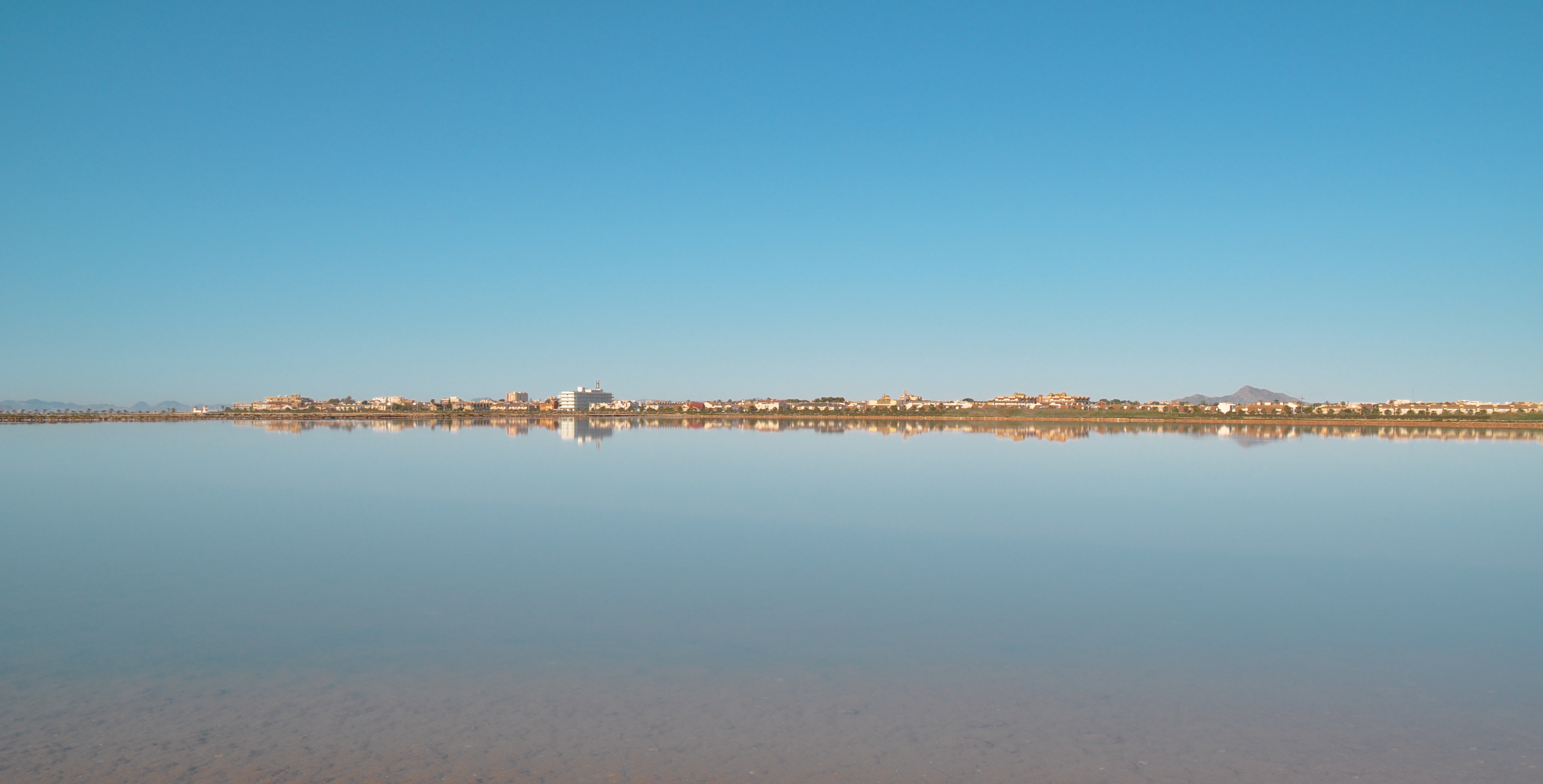
マール・メノールとラ・マンガ
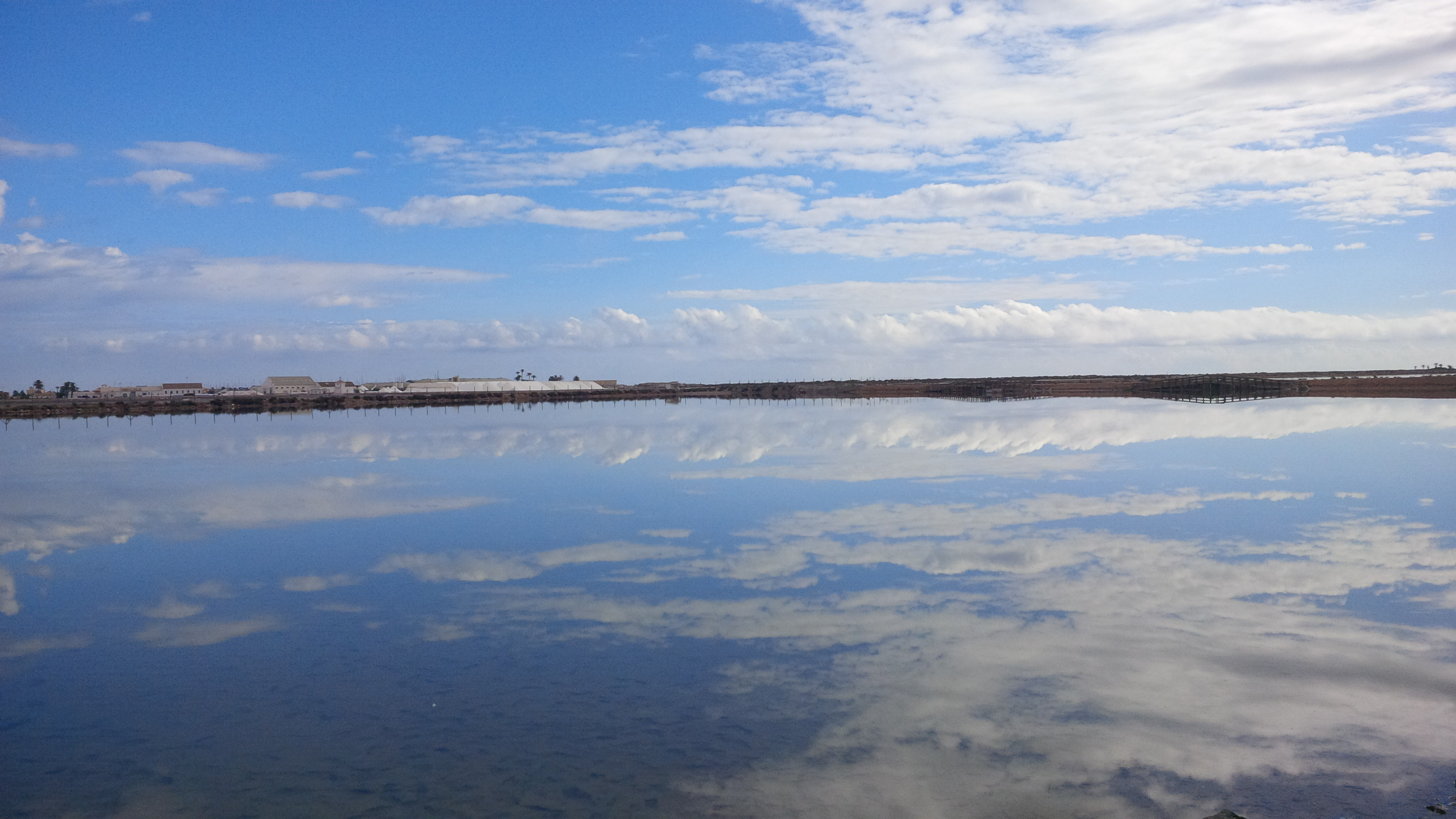
マール・メノールとラ・マンガ
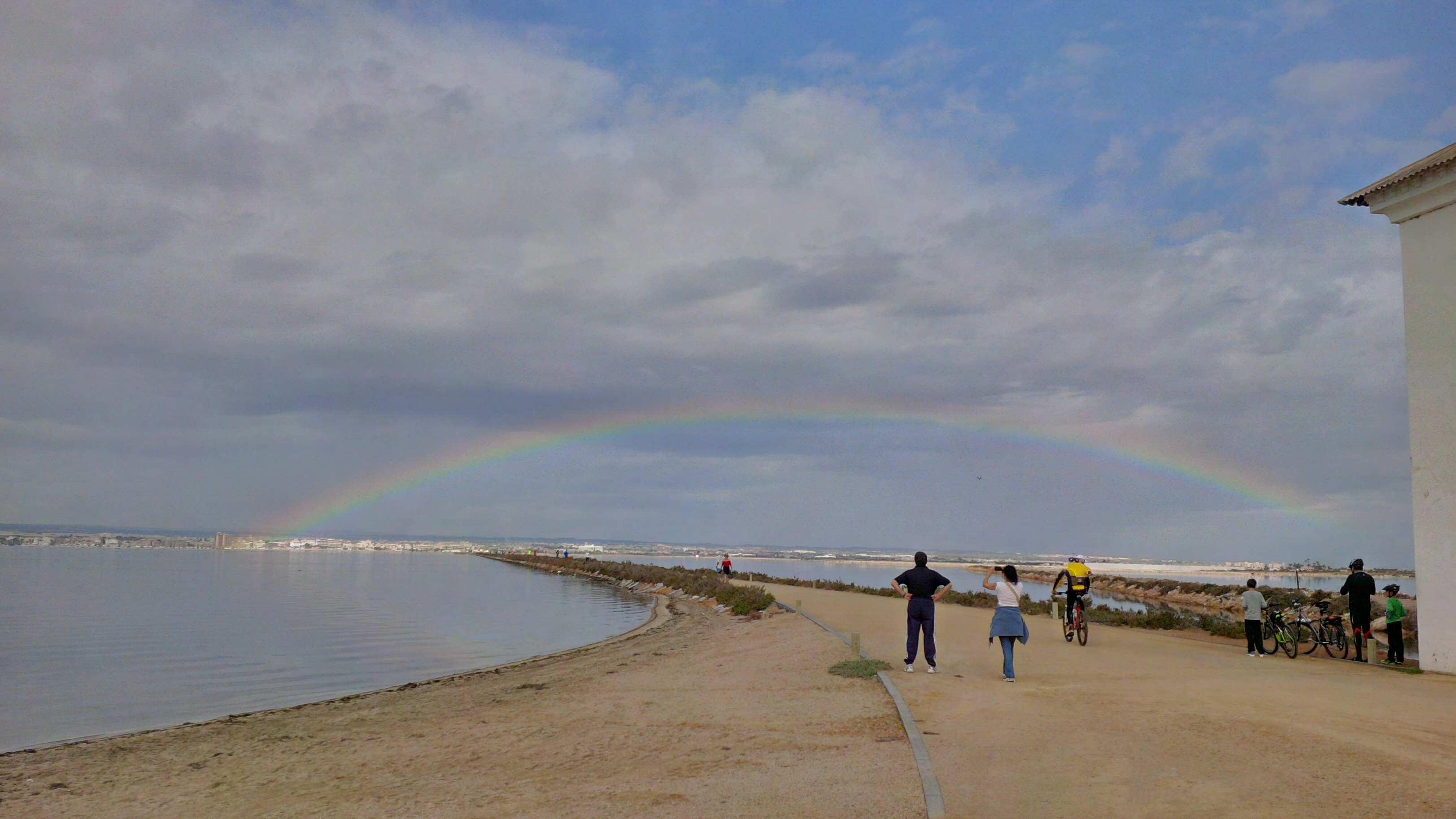
両側に水面が広がる道路
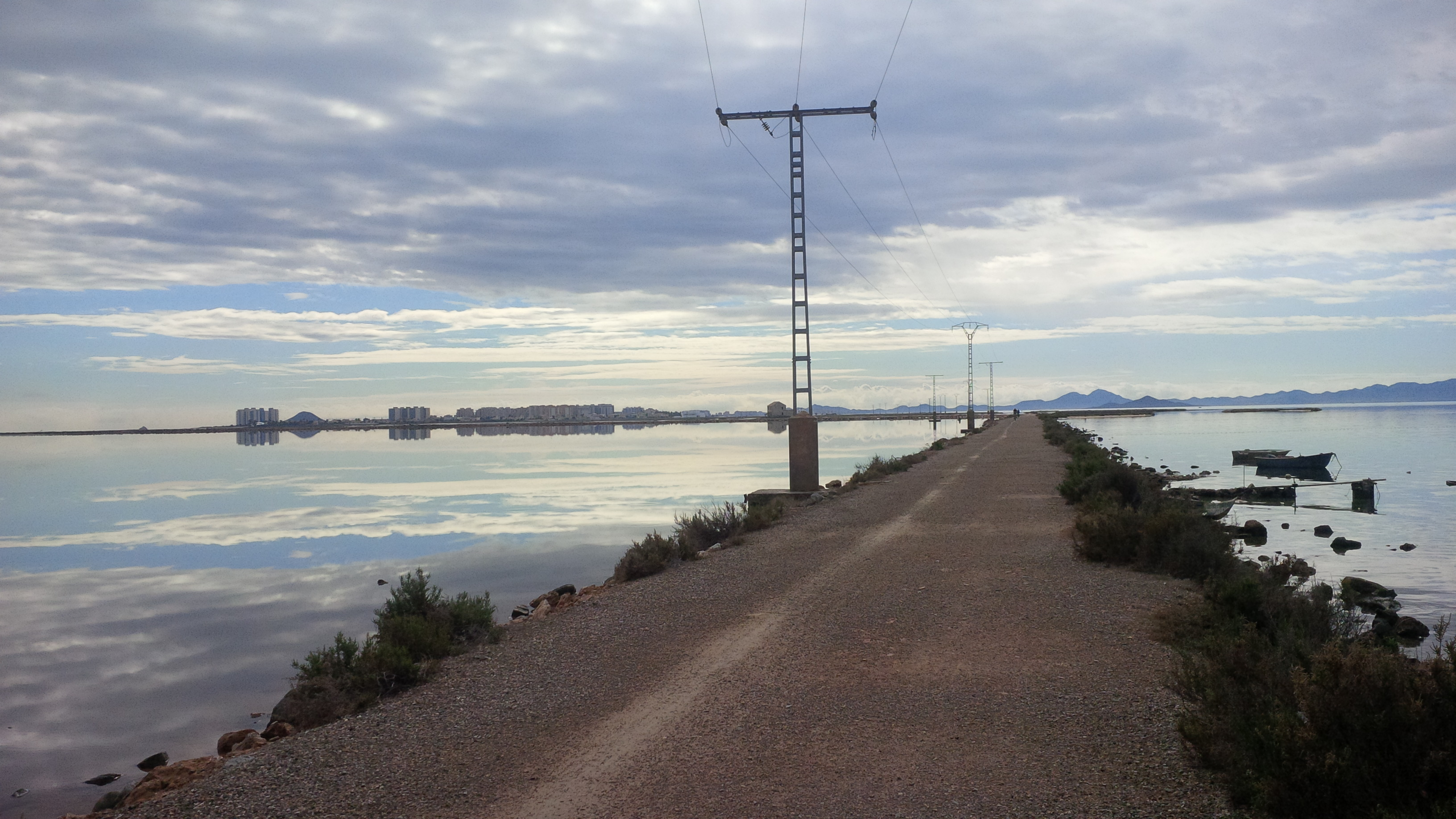
両側に水面が広がる道路
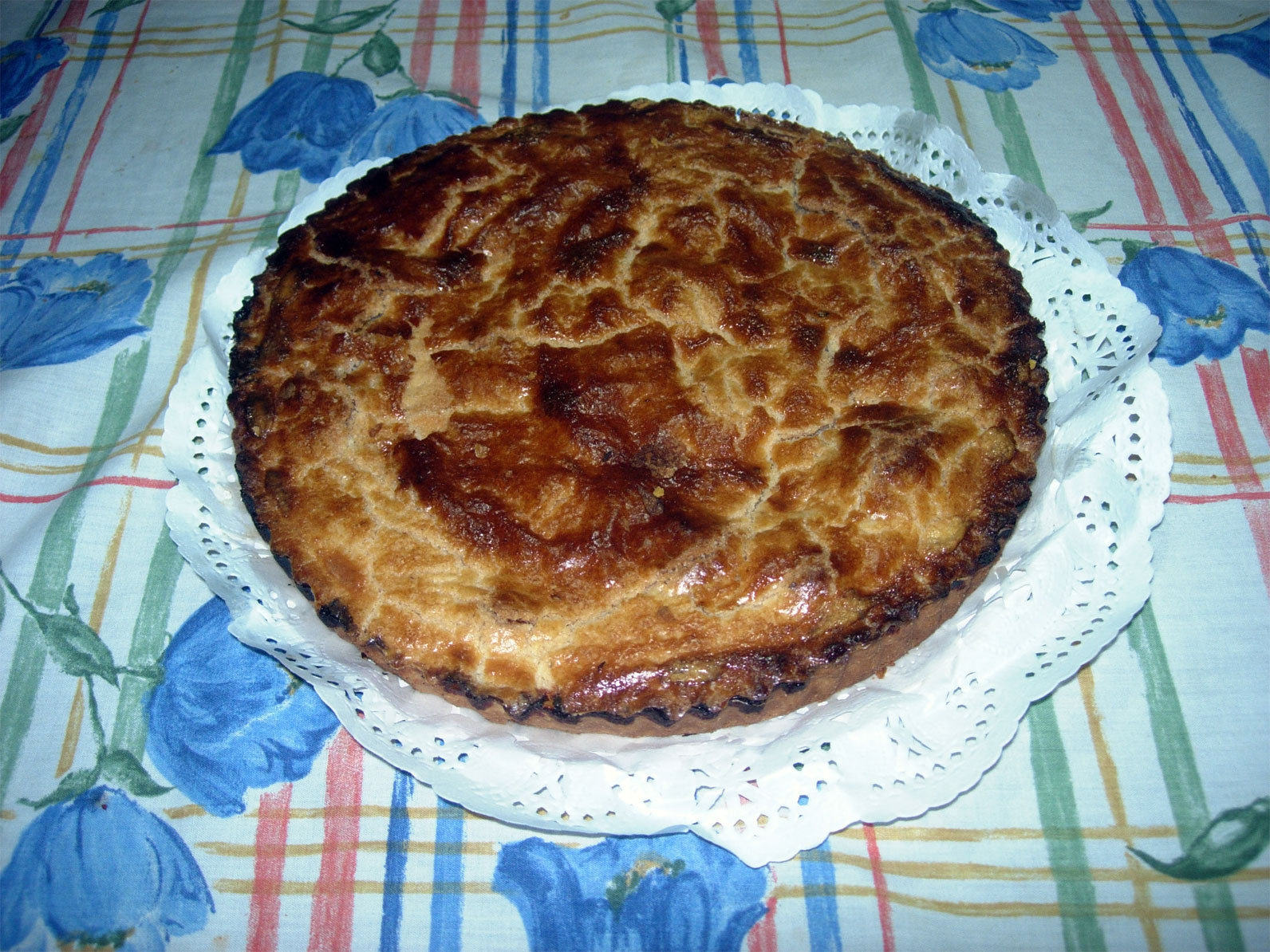
この地域の名物であるシエルバ・ケーキ